# Michael Stromberg
(en) Statistiques sur pro-football-reference
Michael David Stromberg, né le 25 mai 1945 à Brooklyn, est un joueur américain de football américain.

## Biographie
Né à Brooklyn, Stromberg passe son enfance dans le quartier d'East Flatbush et fait ses études à la Samuel J. Tilden High School. Alors qu'il a le projet de rejoindre l'université du Connecticut, il doit changer de plan après la suspension du programme de football et décide de s'engager avec l'université Temple, lui garantissant une bourse d'études. 

## Carrière
Étudiant en arts à l'université Temple, Michael Stromberg évolue dans l'équipe de football américain de la faculté et est sélectionné au quatorzième tour de la draft 1967 de la NFL par les Jets de New York au 352e choix. Sa mère le prévient de sa sélection après avoir vu son nom à la télévision. Cependant, le linebacker n'arrive pas à faire partie de l'effectif final pour la saison 1967 et est envoyé chez les Orbits de Waterbury, en Atlantic Coast Football League, pour accumuler du temps de jeu,.
Stromberg commence la saison comme titulaire et dispute deux rencontres avant d'être mis sur la touche du fait d'une blessure au genou. Ce souci physique l'oblige à déclarer forfait pour le reste de la saison 1968, exercice voyant la victoire des Jets au Super Bowl III. Pendant ce match, il communique avec le coordinateur défensif de New York Walt Michaels, aidant l'entraîneur sur le plan de jeu. Stromberg revient en 1969 mais est placé dans l'équipe réserve, ne jouant aucun match de la saison 1969 avant d'être libéré avant le championnat 1970.
En 2015, l'ancien défenseur des Jets se trouve parmi plusieurs plaignants d'une action judiciaire face à la NFL, demandant justice du fait de multiples commotions cérébrales subies lors de leurs années professionnelles.